# Dariusz Rachwalik
Dariusz Rachwalik (ur. 21 października 1965 w Częstochowie) – polski żużlowiec.
Licencję żużlową zdobył w 1983 roku. W latach 1983–1991, 1993–1995 i 1997–1998 reprezentował klub Włókniarz Częstochowa, a w innych: Victoria Rolnicki Machowa (1992), Śląsk Świętochłowice (1996) oraz Wanda Kraków (1999). 
W 1984 r. zajął w Bydgoszczy III miejsce w turnieju o "Brązowy Kask". W 1994 r. zdobył w Częstochowie drużynowy Puchar Polski. Był finalistą rozgrywek o mistrzostwo Polski par klubowych (Leszno 1989 – V miejsce, Leszno 1994 – VII miejsce), młodzieżowe mistrzostwo Polski par klubowych (Ostrów Wielkopolski 1986 – VI miejsce) oraz indywidualny Puchar Polski (Opole 1988 – VIII miejsce).